# Čatež ob Savi
Čatež ob Savi (ausgesprochen: [ˈtʃaːtɛʃ ɔp ˈsaːʋi]; deutsch: Tschatesch) ist eine Siedlung in der slowenischen Gemeinde Brežice in der Landschaft Posavje im Südosten des Landes. Die Gegend ist Teil der historischen Region Unterkrain und gehört heute zur Region Posavska. Das Dorf liegt an einem nördlichen Ausläufer des Žumberak-Gebirges, am rechten Ufer der Save und der Krka an deren Einmündung in die Save.

## Geschichte
Čatež wurde 1249 in schriftlichen Quellen als Sates (und 1265 als Tzattesch und 1392 als Czates) erwähnt. Es wird angenommen, dass der Name vom slowenischen Substantiv *čretež „gerodetes Land“ abgeleitet ist. Eine weniger wahrscheinliche Theorie leitet den Namen vom slowenischen Substantiv čret oder čreta „Sumpf“ ab. Zu den abgelehnten Ableitungen des Namens gehören die von čata „Hinterhalt“ aufgrund mittelalterlicher Transkriptionen und sprachlich-geographischer Faktoren sowie von Čatež (dem Namen eines mythologischen Zwergs). Der Name der Siedlung wurde 1955 von Čatež in Čatež ob Savi geändert. Früher war der deutsche Name Tschatesch.[2]

## Sehenswürdigkeiten und Aktivitäten
Einige Kilometer östlich des Dorfes liegen die Thermalquellen der Therme Čatež